# Grace Zabriskie
Grace Zabriskie, född 17 maj 1941 i New Orleans i Louisiana, är en amerikansk skådespelare. Hon är mest känd för att ha medverkat i ett flertal av David Lynchs verk, däribland TV-serien Twin Peaks. Hon spelar också en betydande biroll i HBO-serien Big Love.

## Filmografi (urval)
- 2017 - Twin Peaks (TV-serie)
- 2007 - Bröllopsprovet
- 2006 - 2011 - Big Love (TV-serie)
- 2006 - Inland Empire
- 1989 - 1998 - Seinfeld (TV-serie)
- 1992 - Twin Peaks Fire Walk with Me
- 1991 - Stekta Gröna Tomater
- 1991 - På drift mot Idaho
- 1990 - Wild at Heart
- 1990 - 1991 - Twin Peaks (TV-serie)
- 1989 - Drugstore Cowboy
- 1984 - Öster om Eden (TV-serie)
- 1981 - 1991 - Santa Barbara (TV-serie)
- 1979 - Norma Rae